# St. Ludmilla (Prag)

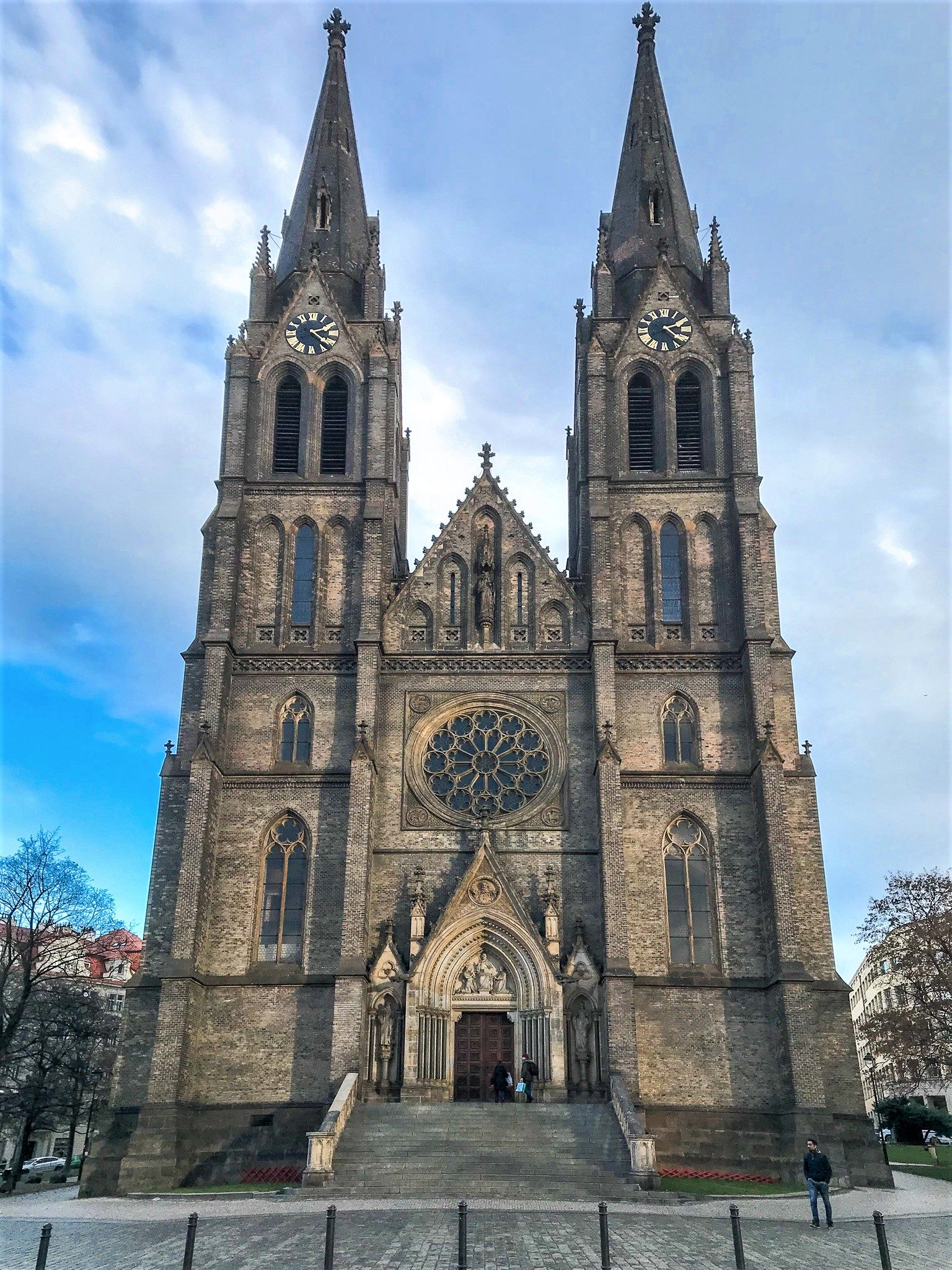
St. Ludmilla, Westfassade vom Friedensplatz

Die Kirche St. Ludmilla ist eine römisch-katholische Kirche im Prager Stadtteil Vinohrady. Sie befindet sich als dominantes Bauwerk am Friedensplatz und ist der heiligen Ludmilla von Böhmen geweiht.
Die Kirche wurde in den Jahren 1888 bis 1892 nach Plänen des böhmischen Kirchenbaumeisters Josef Mocker erbaut und war das erste vollständig nach seinen Plänen ausgeführte und vervollständigte Projekt. Sie wurde noch im Fertigstellungsjahr durch den Prager Erzbischof František Schönborn geweiht, anschließend wurden zeremoniell die sterblichen Überreste der hl. Ludmilla und des hl. Wenzel von Böhmen in die Kirche überführt.
Seit 2022 trägt die Kirche den Titel einer Basilica minor.

## Baubeschreibung

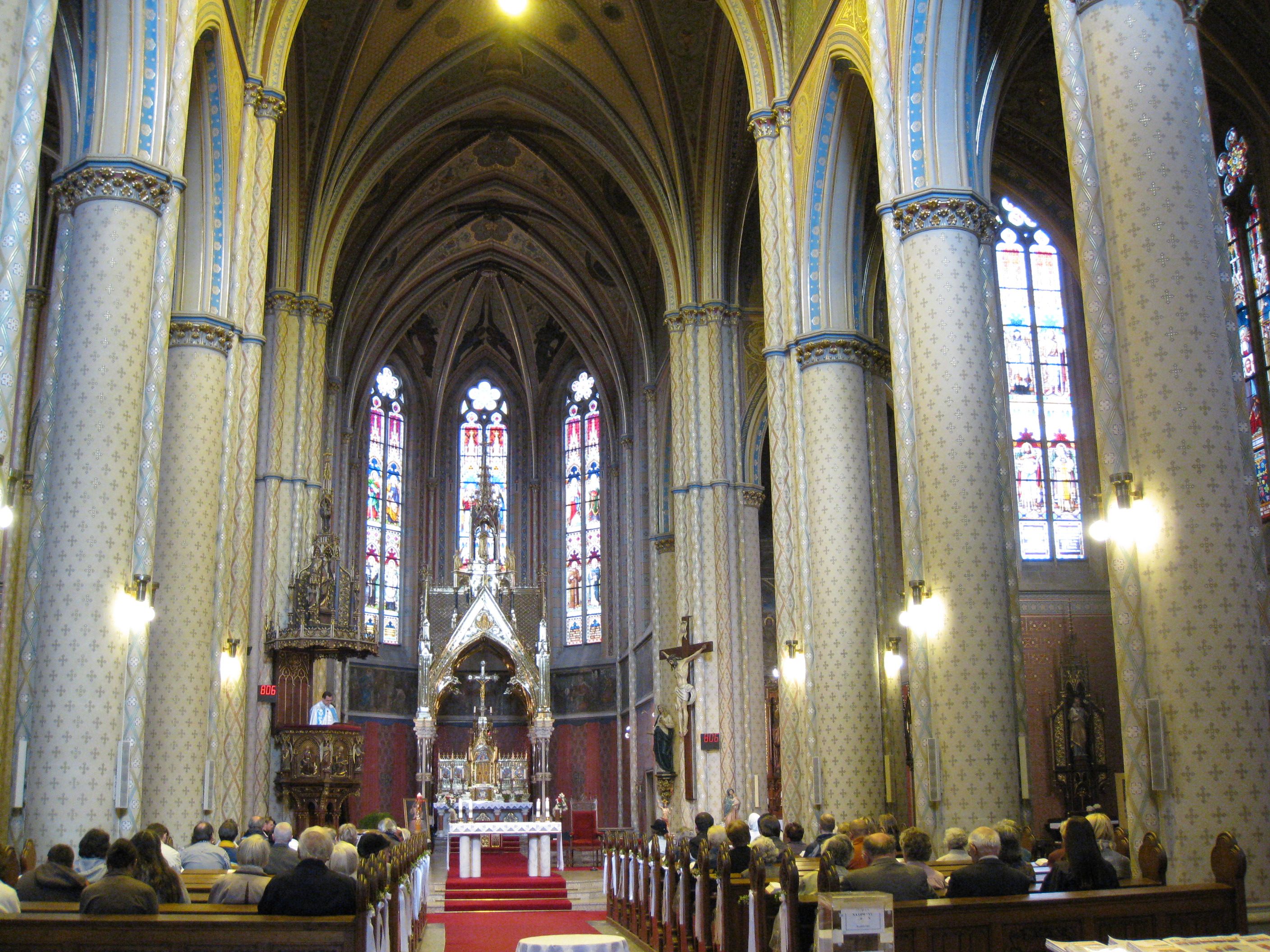
St. Ludmilla, Innenansicht

Die Bau wurde als neugotische, dreischiffige Basilika aus unverputzten Ziegelsteinen ausgeführt und ist einer der markantesten Punkte im Prager Stadtpanorama. Der Grundriss ist als Kreuz angelegt. Die Fassade prägen die beiden sechzig Meter hohen Türme sowie die Fensterrosette. Beide Türme sind mit jeweils zwei Glocken ausgestattet. Über der Eingangstreppe befindet sich das Hauptportal, dessen Tympanon durch ein Steinrelief des Bildhauers Josef Václav Myslbek geprägt wird. Es zeigt die hl. Ludmilla und den hl. Wenzel sowie die Embleme der vier Evangelisten. In den Giebeln des Hauptschiffs und der Seitenschiffe wiederum stehen Statuen der Schutzpatrone Böhmens. Der Innenraum der Kirche wird geprägt durch prächtige Fresken und Vitragen.